# .ug
‎.ug‏ دامنه اینترنتی کشور اوگاندا است.